# Football Club Aprilia Racing Club

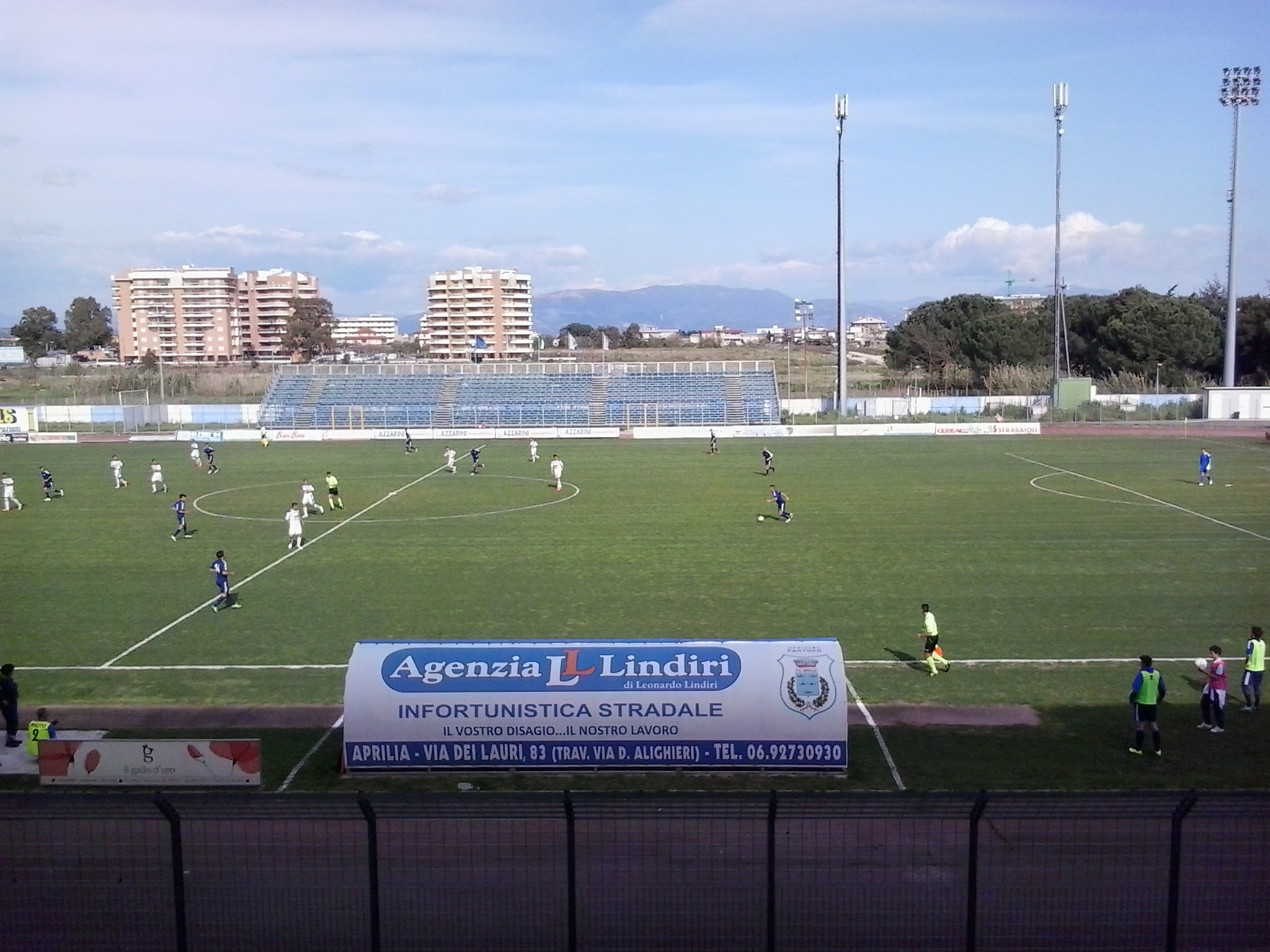
Estadio Quinto Ricci.

El Football Club Aprilia Racing Club fue un club de fútbol de Italia, con sede en Aprilia, en el Lacio. Fue fundado en 1971 y desapareció en 2023.

## Historia
Fue fundado en el año 1971 con el nombre AC Aprilia, donde en sus primeros años estuvo vagando por las ligas amateur de Italia.
En el año 2009, mientras jugaban en la Eccellenza Lacio, lograron ascender a la Serie D debido a que adquirieron los derechos deportivos del FC Latina, quien en ese año se había fusionado con el US Virtus Latina para formar al US Latina Calcio, dejando la plaza en Serie D vacante, y que adquirieron utilizando el nombre FC Rondinelle Latina.
El 26 de mayo del 2010 cambiaron su nombre por Football Club Aprilia luego de su año de transición y, en el 2014, por Football Club Aprilia Società Sportiva Dilettantistica.
Tras la transferencia de los derechos deportivos del Racing Fondi por parte del nuevo propietario Antonio Pezone, en el 2018, el club pasó a llamarse Football Club Aprilia Racing Club.

## Palmarés

### Torneos interregionales
- Serie D (1): 2010-11 (Grupo G)

### Torneos regionales
- Eccellenza Lazio (1): 1999-00 (Grupo B)
- Promozione Lazio (1): 1997-98 (Grupo C)
- Prima Categoria Lazio (3): 1972-73, 1977-78, 1989-90
- Seconda Categoria Lazio (1): 1987-88
- Copa Italia de Aficionados Lazio (1): 1997-98